# دانيال أورتن
دانيال أورتن (بالإنجليزية: Daniel Orton)‏ مواليد 6 أغسطس 1990 في أوكلاهوما سيتي، هو لاعب كرة سلة أمريكي بدأ مسيرته الاحترافية في سنة 2010 حيث تم اختياره من قبل فريق أورلاندو ماجيك خلال الدرافت،. يبلغ طوله 6 قدم 10 بوصة (2.1 م).

## فرق لعب لها
- أورلاندو ماجيك
- أوكلاهوما سيتي ثاندر
- فيلادلفيا سفنتي سيكسرز

## إحصائيات المسيرة

### الموسم الاعتيادي
| السنة   | الفريق                 | لعب | بدأ | دقيقة | ميداني% | ثلاثية | حرة  | ارتداد | صنع | استلاب | تصدي | نقطة |
| ------- | ---------------------- | --- | --- | ----- | ------- | ------ | ---- | ------ | --- | ------ | ---- | ---- |
| 2011–12 | أورلاندو ماجيك         | 16  | 2   | 11.7  | .567    | .000   | .440 | 2.4    | .3  | .5     | .6   | 2.8  |
| 2012–13 | أوكلاهوما سيتي ثاندر   | 13  | 0   | 8.0   | .462    | .000   | .529 | 2.0    | .3  | .3     | .2   | 2.5  |
| 2013–14 | فيلادلفيا سفنتي سيكسرز | 22  | 4   | 11.4  | .447    | .000   | .767 | 2.8    | .7  | .3     | .7   | 3.0  |
| المسيرة |                        | 51  | 6   | 10.6  | .485    | .000   | .597 | 2.5    | .5  | .4     | .5   | 2.8  |

### التصفيات
| السنة   | الفريق         | لعب | بدأ | دقيقة | ميداني% | ثلاثية | حرة   | ارتداد | صنع | استلاب | تصدي | نقطة |
| ------- | -------------- | --- | --- | ----- | ------- | ------ | ----- | ------ | --- | ------ | ---- | ---- |
| 2012    | أورلاندو ماجيك | 4   | 0   | 2.3   | .000    | .000   | 1.000 | .5     | .0  | .0     | .0   | 1.0  |
| المسيرة |                | 4   | 0   | 2.3   | .000    | .000   | 1.000 | .5     | .0  | .0     | .0   | 1.0  |

## روابط خارجية
- دانيال أورتن على موقع إن بي أي (الإنجليزية)
- دانيال أورتن على موقع دوري كرة السلة الياباني للمحترفين (اليابانية)
- دانيال أورتن على موقع دوري السوبر التايواني لكرة السلة (الصينية)
- دانيال أورتن على موقع سبورتس رفرنس (الإنجليزية)
- دانيال أورتن على موقع كرة السلة الأوروبية.كوم (الإنجليزية)
- دانيال أورتن على موقع إي إس بي إن.كوم (الإنجليزية)
- دانيال أورتن على موقع كلية كرة السلة في سبورتس رفرنس.كوم (الإنجليزية)
- دانيال أورتن على موقع ريلجم (الإنجليزية)
- دانيال أورتن على موقع بروبوليرز (الإنجليزية)
- دانيال أورتن على موقع سبورتس رفرنس (الإنجليزية)